# Condado de Roseau
El condado de Roseau (en inglés: Roseau County), fundado en 1894 y que recibe su nombre del río Roseau, es un condado del estado estadounidense de Minnesota. En el año 2020 tenía una población de 15 331 habitantes, y en 2010 la densidad de población fue de 9.3 personas por milla² (3.6 por km²). La sede del condado es Roseau.

## Geografía
Según la oficina del censo el condado tiene una superficie total de 4347 km² (1678,4 mi²), de los que 4306 km² (1662,5 mi²) son tierra y 41 km² (15,8 mi²) (0,94%) son agua. 

### Condados adyacentes
- Municipio rural de Piney, Canadá - norte
- Division N.º 1, Canadá - noreste
- Municipio rural de Buffalo Point, Canadá - noreste
- Condado de Lake of the Woods - este
- Condado de Beltrami - sureste
- Condado de Marshall - sur
- Condado de Kittson - oeste
- Municipio rural de Stuartburn, Canadá - noroeste

### Principales carreteras y autopistas
- Carretera estatal 11
- Carretera estatal 32
- Carretera estatal 89
- Carretera estatal 308
- Carretera estatal 310
- Carretera estatal 313

## Demografía
Según el censo del 2000 la renta per cápita media de los habitantes del condado era de 39.852 dólares y el ingreso medio de una familia era de 46.185 dólares. En el año 2000 los hombres tenían unos ingresos anuales 29.747 dólares frente a los 23.630 dólares que percibían las mujeres. El ingreso por habitante era de 17.053 dólares y alrededor de un 6,60% de la población estaba bajo el umbral de pobreza nacional.

## Ciudades y pueblos
- Badger
- Greenbush
- Roosevelt
- Roseau
- Strathcona
- Warroad

### Comunidades no incorporadas
- Pinecreek
- Swift
- Winner
- North Roseau
- Northwest Roseau
- Southeast Roseau

### Municipios
| - Municipio de Barnett - Municipio de Barto - Municipio de Beaver - Municipio de Cedarbend - Municipio de Deer - Municipio de Dewey - Municipio de Dieter - Municipio de Enstrom - Municipio de Falun - Municipio de Golden Valley - Municipio de Grimstad - Municipio de Hereim - Municipio de Huss - Municipio de Jadis - Municipio de Lake - Municipio de Laona | - Municipio de Lind - Municipio de Malung - Municipio de Mickinock - Municipio de Moose - Municipio de Moranville - Municipio de Nereson - Municipio de Palmville - Municipio de Pohlitz - Municipio de Polonia - Municipio de Poplar Grove - Municipio de Reine - Municipio de Ross - Municipio de Skagen - Municipio de Soler - Municipio de Spruce - Municipio de Stafford (Minnesota) - Municipio de Stokes |